# Nedre Ämten
Nedre Ämten är en sjö i Vimmerby kommun i Småland och ingår i Botorpsströmmens huvudavrinningsområde. Sjön har en area på 0,652 kvadratkilometer och ligger 92,2 meter över havet.

## Delavrinningsområde
Nedre Ämten ingår i det delavrinningsområde (639701-151648) som SMHI kallar för Utloppet av Yxern. Medelhöjden är 104 meter över havet och ytan är 75,75 kvadratkilometer. Räknas de 10 avrinningsområdena uppströms in blir den ackumulerade arean 319,08 kvadratkilometer. Isnäsström (Yxeredsån) som avvattnar avrinningsområdet har biflödesordning 2, vilket innebär att vattnet flödar genom totalt 2 vattendrag innan det når havet efter 41 kilometer. Avrinningsområdet består mestadels av skog (61 procent). Avrinningsområdet har 15,95 kvadratkilometer vattenytor vilket ger det en sjöprocent på 21 procent.